# Gabriel Bitan
Gabriel Bitan (ur. 23 lipca 1998 w Bukareszcie) – rumuński lekkoatleta specjalizujący się w skoku w dal, medalista halowych mistrzostw Europy z 2023.
Zdobył brązowy medal na halowych mistrzostwach Europy w 2023 w Stambule, przegrywając jedynie z Miltiadisem Tendoglu z Grecji i Thobiasem Montlerem ze Szwecji.
Zwyciężył w mistrzostwach krajów bałkańskich w 2021 i 2022 oraz w halowych mistrzostwach krajów bałkańskich w 2019.
Był mistrzem Rumunii w latach 2019–2022, a w hali w latach 2019–2021 i 2023.

## Osiągnięcia
| Rok  | Impreza                                  | Miejsce     | Konkurencja        | Pozycja           | Wynik |
| ---- | ---------------------------------------- | ----------- | ------------------ | ----------------- | ----- |
| 2013 | Olimpijski festiwal młodzieży Europy     | Utrecht     | skok w dal         | 1. miejsce        | 7,41  |
| 2013 | Olimpijski festiwal młodzieży Europy     | Utrecht     | sztafeta 4 × 100 m | 4. miejsce        | 42,86 |
| 2014 | Igrzyska olimpijskie młodzieży           | Nankin      | skok w dal         | 5. miejsce        | 7,32  |
| 2019 | Młodzieżowe mistrzostwa Europy           | Gävle       | skok w dal         | el. – 13. miejsce | 7,49  |
| 2019 | I liga drużynowych mistrzostw Europy     | Sandnes     | skok w dal         | 7. miejsce        | 7,52w |
| 2021 | Halowe mistrzostwa Europy                | Toruń       | skok w dal         | 8. miejsce        | 7,72  |
| 2021 | I liga drużynowych mistrzostw Europy     | Kluż-Napoka | skok w dal         | 7. miejsce        | 7,40  |
| 2022 | Mistrzostwa Europy                       | Monachium   | skok w dal         | el. – 16. miejsce | 7,64  |
| 2023 | Halowe mistrzostwa Europy                | Stambuł     | skok w dal         | 3. miejsce        | 8,00  |
| 2023 | II dywizja drużynowych mistrzostw Europy | Chorzów     | skok w dal         | 4. miejsce        | 7,68  |
| 2023 | Mistrzostwa świata                       | Budapeszt   | skok w dal         | el. – 36. miejsce | 7,32  |

## Rekordy życiowe
- skok w dal – 8,11 m (26 czerwca 2021, Smederevo)
- skok w dal (hala) – 8,14 m (6 lutego 2021, Bukareszt)